# Macrotrachela musculosa
Macrotrachela musculosa är en hjuldjursart som först beskrevs av Colin Milne 1886.  Macrotrachela musculosa ingår i släktet Macrotrachela och familjen Philodinidae. Arten är reproducerande i Sverige. Inga underarter finns listade i Catalogue of Life.